# Jan Gyamerah
Jan Gyamerah (18 de junio de 1995) es un futbolista alemán que juega como defensa para el SV Elversberg de la 2. Bundesliga.

## Clubes
| Club                    | País     | Año       |
| ----------------------- | -------- | --------- |
| VfL Bochum              | Alemania | 2014-2019 |
| Hamburgo S. V.          | Alemania | 2019-2022 |
| 1. F. C. Núremberg      | Alemania | 2022-2024 |
| 1. F. C. Kaiserslautern | Alemania | 2024-2025 |
| SV Elversberg           | Alemania | 2025-     |